# Helvibotys subcostalis
Helvibotys subcostalis là một loài bướm đêm trong họ Crambidae.